# Brachypauropus pearsei
Brachypauropus pearsei är en mångfotingart som beskrevs av Starling 1943. Brachypauropus pearsei ingår i släktet Brachypauropus och familjen Brachypauropodidae. Inga underarter finns listade i Catalogue of Life.